# Newberry (Florida)
Newberry es una ciudad ubicada en el condado de Alachua en el estado estadounidense de Florida. En el Censo de 2010 tenía una población de 4.950 habitantes y una densidad poblacional de 35,03 personas por km².

## Geografía
Newberry se encuentra ubicada en las coordenadas 29°37′56″N 82°35′24″O / 29.63222, -82.59000. Según la Oficina del Censo de los Estados Unidos, Newberry tiene una superficie total de 141.31 km², de la cual 138.58 km² corresponden a tierra firme y (1.93%) 2.72 km² es agua.

## Demografía
Según el censo de 2010, había 4.950 personas residiendo en Newberry. La densidad de población era de 35,03 hab./km². De los 4.950 habitantes, Newberry estaba compuesto por el 79.62% blancos, el 14.44% eran afroamericanos, el 0.22% eran amerindios, el 1.35% eran asiáticos, el 0.02% eran isleños del Pacífico, el 2% eran de otras razas y el 2.34% pertenecían a dos o más razas. Del total de la población el 7.15% eran hispanos o latinos de cualquier raza.